# Maria van Oosterwijk

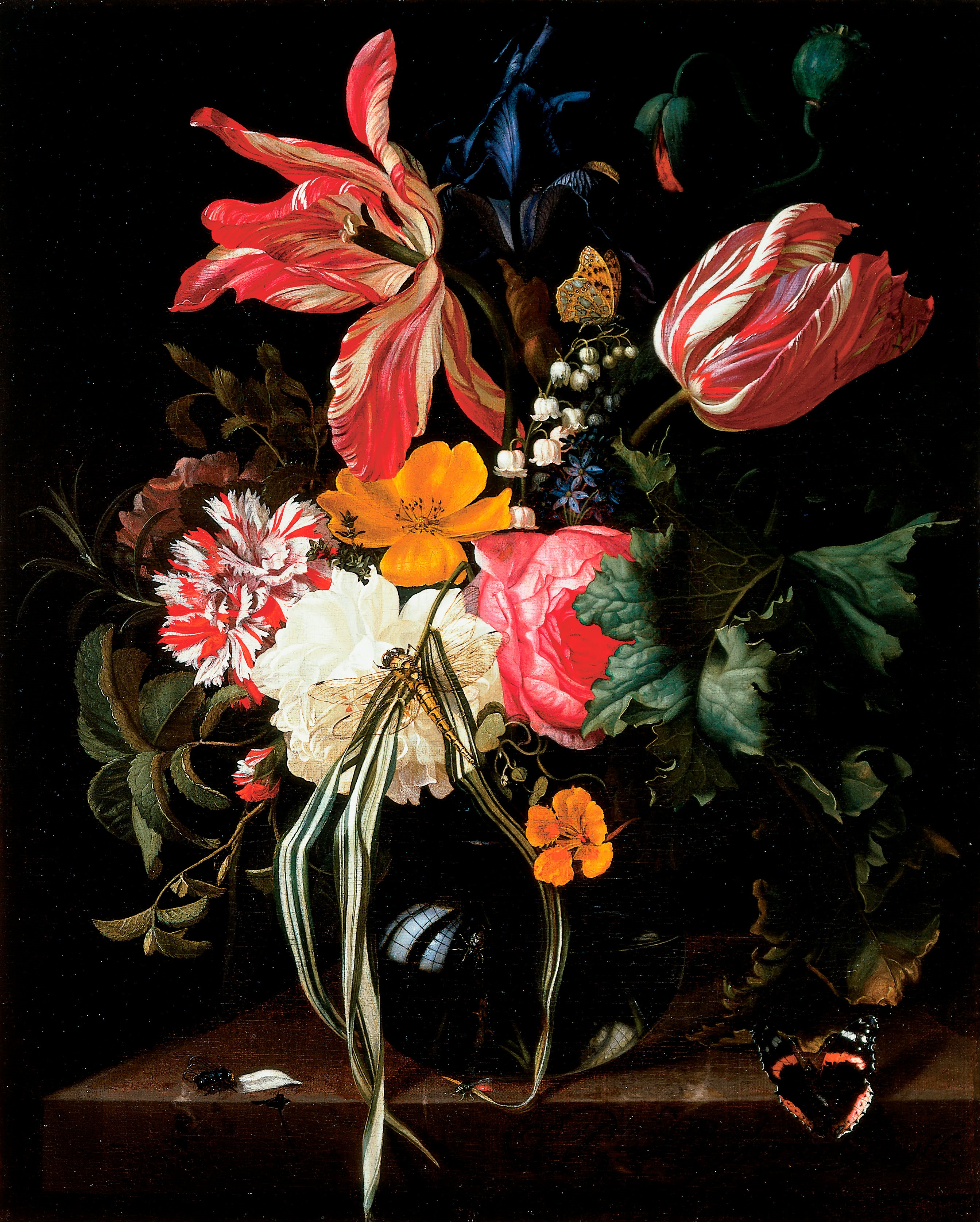
Gerro amb tulipes, roses i altres flors amb insectes, 1669.

Maria van Oosterwijk o Oosterwyck (Nootdorp, Països Baixos, 1630 - Uitdam, Països Baixos, 1693) va ésser una pintora neerlandesa barroca especialitzada en natures mortes.
Fou alumna de Jan Davidsz de Heem i va ser molt popular entre la noblesa europea, ja que l'emperador romanogermànic, Leopold I, Lluís XIV de França o Guillem III d'Anglaterra l'admiraven. Però, malgrat el seu èxit, no va ser mai admesa al gremi artístic per la seua condició de dona.